# مهره‌های خدا
مهره‌های خدا (انگلیسی: God's Beads؛ کره‌ای: 신의 구슬) یک مجموعه تلویزیونی محصول کره جنوبی با بازی آن بو هیون، کیم کلودیا، ها یون کیونگ، سون وو هیون، لی سونگ مین و بان جونگ نام است. این مجموعه قرار است از شبکهٔ جی‌تی‌بی‌سی پخش شود.

## بازیگران
- آن بو هیون
- کیم کلودیا
- ها یون کیونگ
- بان جونگ نام
- لی سونگ مین
- سون وو هیون در نقش هان دام[۲]

## تولید
مهره‌های خدا به نویسندگی جونگ هیون مین نوشته شده و به کارگردانی آن را جونگ ده یون است.
در ۲۹ مارس ۲۰۲۴، اف‌ان انترتینمنت، نمایندهٔ آن بو هیون، به Newsen اعلام کرد که پیشنهادی برای حضور او در این مجموعه دریافت کرده‌اند و در حال بررسی آن هستند. همچنین حضور لی سونگ مین نیز در دست بررسی بود. در مصاحبه‌ای با اوسن که در ۱۰ ژوئیه منتشر شد، اعلام شد که بازیگر ها یون کیونگ به گروه بازیگران پیوسته است. در ۲۷ نوامبر، آژانس بازیگر بان جونگ نام تأیید کرد که او در این مجموعه ایفای نقش خواهد کرد و روند فیلم‌برداری در جریان است. سه روز بعد، در ۳۰ نوامبر، استار نیوز گزارش داد که سون وو هیون به جمع بازیگران پیوسته است. همچنین اعلام شد که حضور بان جونگ نام، لی سونگ مین، ها یون کیونگ، کیم کلودیا و آن بو هیون در این پروژه قطعی شده است.